# Crime ambiental no Brasil

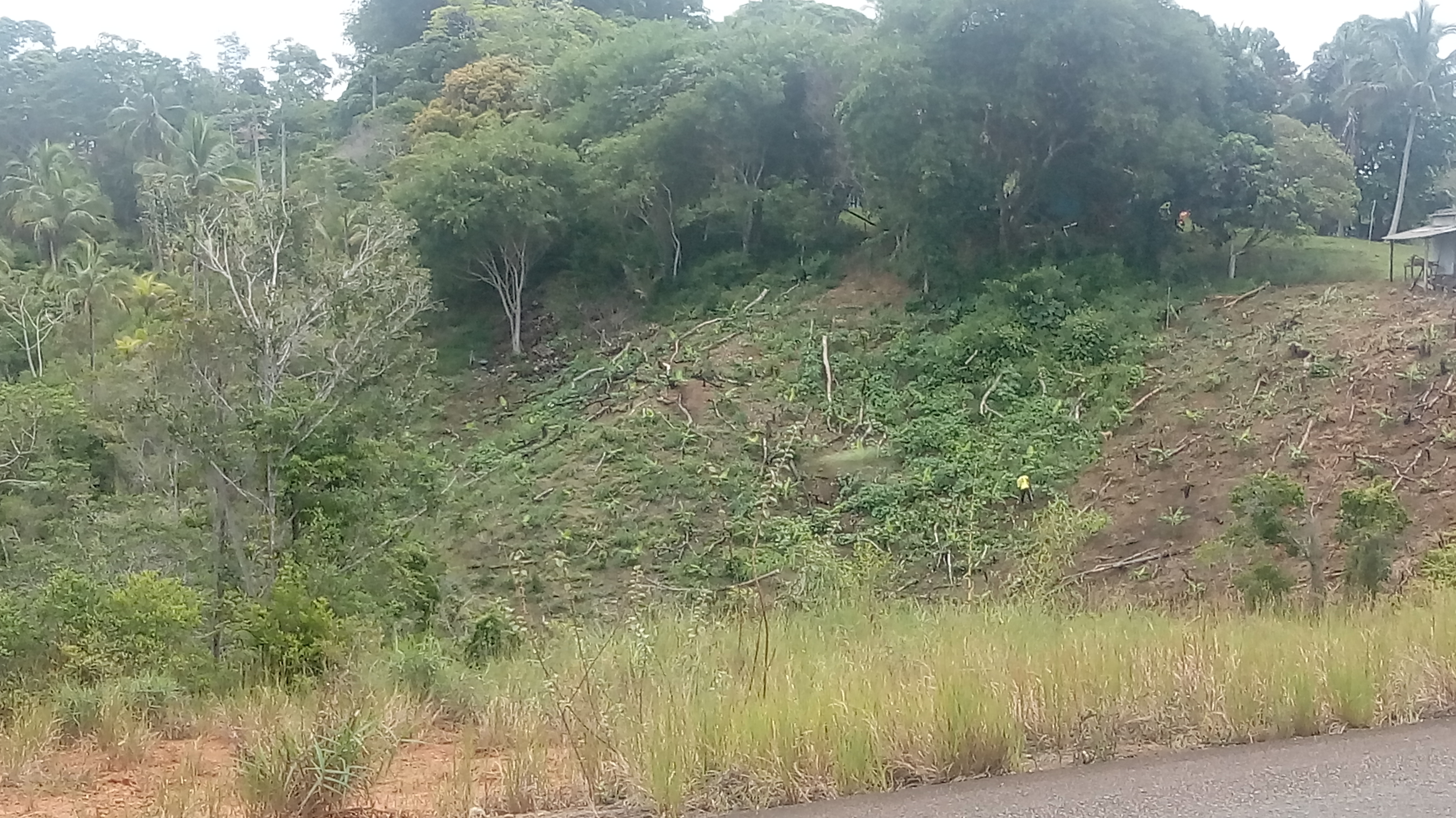
Área da Mata Atlântica sendo desmatada

A Lei de Crime Ambiental 9.605/98 dispõe sobre as sanções penais e administrativa derivadas de condutas lesivas e atividades lesivas ao meio ambiente.
Meio ambiente envolve todas as coisas vivas e não vivas que ocorrem na Terra, do ponto de vista da Ecologia meio ambiente, é um quadro onde a vida se desenvolve junto com o animado e o inanimado. Porém a Lei de crime ambiental veio para harmonizar a convivência em sociedade, dispondo de como deve ser um ambiente saudável. O Brasil é um dos países membros da Organização das Nações Unidas (ONU) e, para a ONU, meio ambiente é o conjunto de componentes físicos, químicos, biológicos e sociais capazes de causar efeitos diretos ou indiretos, em que prazo curto ou longo, sobre os seres vivos e as atividades humanas.
Baseado nos critérios estabelecidos pela ONU, e na constituição Federal de 1988 no artigo 225, que já colocava o meio ambiente como um bem coletivo e fundamental, e obriga o poder público a preserva-lo para a presente e futura gerações.
A pessoa que comete crime ambiental pode responder nas três esferas: Penal, Civil e Administrativa.
Responsabilidade Civil: É a obrigação de reparar o dano que uma pessoa causou a outra.
Responsabilidade Penal: É o dever jurídico de responder pela ação delituosa que recai sobre o agente imputável. Ao cometer um delito, um individuo considerado responsável será submetido a uma pena.
Responsabilidade Administrativa: Resulta de ato omissivo ou comissivo praticado no desempenho do cargo ou função

## Crime contra a flora
Crimes contra a flora subentende-se o conjunto de espécies vegetais de uma determinada região. No Brasil a flora é protegida por lei e constitui os seguintes espaços: áreas de Preservação Permanente, Espaços Territoriais Especialmente Protegidos, que são as Reservas Biológicas, Reservas Ecológicas, Estações Ecológicas, Parques Nacionais, Estaduais e Municipais, Florestas Nacionais, Estaduais e Municipais, Área de Proteção Ambiental, Áreas de Relevante Interesse Ecológico e Reservas Extrativistas.
Constituem crimes contra a flora  de acordo com a Lei 9.605/98:
- Destruir ou danificar floresta considerada de preservação permanente, mesmo que em formação, ou utilizá-la com infringência das normas de proteção;
- Cortar árvores em floresta considerada de preservação permanente, sem permissão da autoridade competente;
- Causar dano direto ou indireto às Unidades de Conservação e às áreas de que trata o art. 27 do Decreto n.º 99.274, de 06 de junho de 1990, independentemente de sua localiza;
- Provocar incêndio em mata ou floresta;
- Fabricar, vender, transportar ou soltar balões que possam provocar incêndios nas florestas e demais formas de vegetação, em áreas urbanas ou qualquer tipo de assentamento humano;
- Extrair de florestas de domínio público ou consideradas de preservação permanente, sem prévia autorização, pedra, areia, cal ou qualquer espécie de minerais;
- Cortar ou transformar em carvão madeira de lei, assim classificada por ato do Poder Público, para fins industriais, energéticos ou para qualquer outra exploração, econômica ou não, em desacordo com as determinações legais;
- Receber ou adquirir, para fins comerciais ou industriais, madeira, lenha, carvão e outros produtos de origem vegetal, sem exigir a exibição de licença do vendedor, outorgada pela autoridade competente, e sem munir-se da via que deverá acompanhar o produto até o final beneficiamento, incorrendo nas mesmas penas quem vende, expõe à venda, tem em depósito, transporta ou guarda madeira, lenha, carvão e outros produtos de origem vegetal, sem licença válida para todo o tempo da viagem ou do armazenamento, outorgada pela autoridade competente
- Impedir ou dificultar a regeneração natural de florestas e demais formas de vegetação;
- Destruir, danificar, lesar ou maltratar, por qualquer modo ou meio, plantas de ornamentação de logradouros públicos ou em propriedade privada alheia;
- Destruir ou danificar florestas nativas ou plantadas ou vegetação fixadora de dunas, protetora de mangues, objeto de especial preservação;
- Comercializar motoserra ou utilizá-la em florestas e nas demais formas de vegetação, sem licença ou registro da autoridade competente;
- Penetrar em Unidades de Conservação conduzindo substâncias ou instrumentos próprios para caça ou para exploração de produtos ou subprodutos florestais, sem licença da autoridade competente.

## Crime contra a fauna
Considera crime contra fauna o conjunto de animais de uma determinada região:
- Matar, perseguir, caçar, apanhar, utilizar espécimes da fauna silvestre, nativos ou em rota migratória, sem a devida permissão, licença ou autorização da autoridade competente;
- Quem vende, expõe à venda, exporta ou adquire, guarda, tem em cativeiro ou depósito, utiliza ou transporta ovos, larvas ou espécimes da fauna silvestre, nativa ou em rota migratória, bem como produtos e objetos dela oriundos, provenientes de criadouros não autorizados ou sem a devida permissão, licença ou autorização da autoridade competente;
- Exportar para o exterior peles e couros de anfíbios e répteis em bruto, sem a autorização da autoridade ambiental competente;
- Introduzir espécime animal no País, sem parecer técnico oficial favorável e licença expedida por autoridade competente;
- Praticar ato de abuso, maus-tratos, ferir ou mutilar animais silvestres, domésticos ou domesticados, nativos ou exóticos;
- Provocar, pela emissão de efluentes ou carreamento de materiais, o perecimento de espécimes da fauna aquática existentes em rios, lagos, açudes, lagoas, baías ou águas jurisdicionais brasileiras;
- Pescar em período no qual a pesca seja proibida ou em lugares interditados por órgão competente;
- Pescar mediante a utilização de: explosivos e substâncias tóxicas.

## Circunstâncias atenuantes de pena
Existem fatores que podem acarretar atenuação da pena ao infrator, ou seja, diminuir a pena do autor do crime, como descrito no artigo 14 da Lei 9.605/98. Isso ocorre nos casos em que o autor do crime: possui pouca escolaridade ou instrução; espontaneamente repara ou limita o dano causado; comunicar as autoridades ambientais sobre o risco de danos ambientais e colabora com elas.

## Circunstâncias agravantes de pena
Existem circunstâncias, relacionadas ao cometimento de um crime ambiental, que podem levar ao agravamento da pena aplicada ao infrator, isto é, piorar as consequências da pena, por exemplo aumentar o valor de multa, o tempo de detenção ou reclusão. Tais circunstâncias encontram-se descritas no artigo 15 da Lei 9.605/98:
O infrator já ter cometido crimes de natureza ambiental anteriormente ou ele ter cometido o crime: para obter lucro; pressionando ou forçando outras pessoas a cometer o crime em seu nome; expondo a saúde pública ou o meio ambiente a perigo; contribuindo para causar danos a propriedade de outra pessoa; atingindo áreas de Unidades de Conservação ou áreas especialmente protegidas pelo governo; atingindo áreas urbanas ou de ocupação humana; em épocas de proibição de caça ou pesca; em domingos; feriados ou à noite; em período de seca ou inundação; usando maneiras cruéis para matar ou capturar animais; com fraude ou abusando da confiança; abusando de alguma licença ou autorização ambiental que possua; favorecendo empresas ou entidades que recebam verbas públicas ou benefícios fiscais; contra espécies ameaçadas de extinção e sendo ajudado por funcionário público.

## EIA
É um estudo de impacto ambiental, detalhado e completo. O acesso a ele é restrito aos técnicos responsável pela aprovação do projeto. O estudo é realizado por especialistas de diversas áreas, com dados técnicos detalhados. No artigo 6º da Resolução Conama Número 001/86 define que o EIA desenvolverá as seguintes técnicas: Primeiramente o EIA é desenvolvido antes da implantação de qualquer projeto. E o seu objetivo principal é identificar os impactos que o futuro empreendimento causará ao meio ambiente, a médio e longo prazo, indiretos e diretos, temporários e permanente, se reversível ou não.

## RIMA
O relatório de impacto ambiental, refletirá os resultados do estudo do EIA. O RIMA deve ter uma linguagem acessível, ilustrado por mapas, cartas, quadros, gráficos e fotografias, de modo a entender os pontos negativos e positivos do projeto O RIMA também tem que especificar a área de influência do projeto, a matérias primas, mão de obra, as fontes de energia, os processos operacionais, os resíduos gerados indiretos e diretamente, a geração de empregos diretos e indiretos.